# August Agbola O'Browne
Pour les articles homonymes, voir Browne.
August Agbola O'Browne (ou August Agbola Browne, né le 22 juillet 1895 à Lagos au Nigéria (alors Royal Niger Company (Compagnie royale du Niger) et mort le 8 septembre 1976 au Royaume-Uni) est un musicien de jazz installé à Varsovie qui participe à l'Insurrection de Varsovie en 1944.

## Biographie
August Agbola arrive en Pologne en 1922, il vit rue Zlota à Varsovie.
C'est un musicien de jazz (un batteur) qui travaille dans les clubs de la capitale polonaise.
Il épouse une femme polonaise avec qui il a deux enfants, Riszard (né en 1928) et Aleksandra (née en 1929).
Ses amis et voisins de l'époque se souviennent de lui comme d'une personne très intelligente et polyglotte (il parlait six langues).

### Carrière militaire
En 1949, il rejoint la Société des combattants pour la liberté et la démocratie (Związek Bojowników o Wolność i Demokrację (ZBoWiD) pour avoir combattu lors de l'invasion de la Pologne en 1939, pour la défense de Varsovie assiégée, et dans l'Insurrection de Varsovie en 1944.
Son nom de code lors du soulèvement est « Ali ». Il  combat dans le quartier Śródmieście au sein du bataillon Iwo sous les ordres du caporal Aleksander Marcińczyk.
Jan Radecki, nom de code « Czarny » ("Black"), un autre participant de l'insurrection, se souvient avoir croisé August Agbola au QG du bataillon Iwo, situé 74 rue Marszałkowska.
Avant le soulèvement, O'Browne, lié à la résistance, distribue des journaux clandestins (bibuła).

### Vie civile
Il y a peu d'informations fiables sur sa vie après la guerre. Autour de 1949, il travaille au Ministère de la Culture et des Arts de la Ville de Varsovie
Plus tard, il poursuit sa carrière de musicien, jouant dans les restaurants de Varsovie.
Puis, en 1958, August Agbola O'Browne émigre en Grande-Bretagne. Il vit ensuite dans l'anonymat et meurt vers 1976.
Les informations sur l'existence du combattant O'Browne sont découvertes par l'historien Zbigniew Osinski du Musée de l'Insurrection de Varsovie vers 2010. Si beaucoup de témoins sont morts, les historiens polonais ont trouvé suffisamment de preuves pour conclure à l'histoire de la participation à l'insurrection d'August O'Browne.